# Белински
Белински (рус. Белинский) град је у Русији и административни центар Белински округа у Пензенској области, који се налази на ушћу Малог и Великог Чембара, 120 km од Пензе, административног центра области.

## Историја
Град се први пут помиње 1713. године. 1780. је добио статус града и назван је Чембар. 1798. је изгубио статус града, али га је 1801. поново добио. 1948. добио је име по Висариону Белинском који је провео своје детињство у овом граду.

## Становништво
| 1939. | 1959. | 1970. | 1979. | 1989. | 2002. | 2010. |
| ----- | ----- | ----- | ----- | ----- | ----- | ----- |
| 6.006 | 6.063 | 6.805 | 7.810 | 9.028 | 8.837 | 8.565 |